# José Arribas
 (décembre 2008).
Si vous disposez d'ouvrages ou d'articles de référence ou si vous connaissez des sites web de qualité traitant du thème abordé ici, merci de compléter l'article en donnant les références utiles à sa vérifiabilité et en les liant à la section « Notes et références ».
José Arribas, né le 16 janvier 1921 à Bilbao et mort le 28 septembre 1989 à Nantes, est un footballeur et entraîneur français. Il est président du syndicat des entraîneurs de football en France de 1972 à 1976. Son fils Claude, a aussi été footballeur.

## Biographie
Il s'exile en France à l'âge de 16 ans, à la suite de la guerre civile qui éclate en Espagne. Il arrive à Nantes, après que les ports de La Rochelle et de Bordeaux refusent de laisser accoster le rafiot dans lequel Arribas était embarqué.
Il devient alors joueur de l'US Le Mans. Il fait partie de l'effectif de la « période faste » du club. Il côtoie les internationaux belges et forge sa technique et son tempérament. Comme bon nombre, il quitte le club après la guerre, à la suite de la refonte du championnat et de l'imposition de l'USM en seconde division.
Commençant sa carrière d’entraîneur à Saint-Malo. Il se fait connaître du monde du football par ses expérimentations de nouvelles tactiques, comme en 1958 où il essaye la fameuse 4-2-4 brésilienne avec l'équipe de Noyen-sur-Sarthe.
Dans ce petit village, il devient aussi cafetier pour gagner sa vie. Il amène la petite équipe de Noyen-sur-Sarthe en Division d'honneur.
Il est aussi connu en tant que technicien hors pair lors de son arrivée à Nantes, et est à l'origine du célèbre jeu à la nantaise qu'Arribas résume en trois mots : vitesse, technique et intelligence. De fait, Arribas s'inspire de Bill Shankly, en poste au Liverpool FC depuis 1959. Les deux clubs s'affrontent d'ailleurs en amical dès 1960.
Arribas reste seize années en poste à Nantes qu'il a notamment contribué à faire monter parmi l'élite, et malgré les titres de champion de France gagnés, il est toujours discuté par les dirigeants et les supporters. Ces derniers sifflent régulièrement leurs joueurs tandis que les dirigeants nantais ne proposent qu'un renouvellement de contrat d'un an pour Arribas.
Arribas préfère partir pour Marseille en 1976. Il laisse toutefois un héritage considérable avec deux générations de joueurs, futurs entraîneurs pour certains, formés au « jeu à la nantaise ».
La revue Football 65 a dit de lui « Arribas a façonné l'équipe de Nantes à son image : celle de la loyauté, de la correction, de l'amour de l'offensive, du beau jeu et de la modestie, armes qui lui ont permis de sortir de l'ombre et de se faire une place de choix dans le Football français »[réf. nécessaire].
Arribas accepte l'intérim de sélectionneur des Bleus (avec Jean Snella) après la coupe du monde 1966. Il exerce ce poste pour quatre matches (2 victoires et 2 défaites).
Arribas meurt le 28 septembre 1989 des suites de longues maladies.
Le centre sportif de la Jonelière, siège social, centre d'entraînement et de formation du FCN, porte son nom.

## Carrière de joueur
- 1948-1952 : US Le Mans[2]

## Carrière d'entraîneur
- 1952-1954 : US Saint-Malo
- 1954-1960 : Noyen-sur-Sarthe
- 1960-1976 : FC Nantes
- 1966 : Sélectionneur intérimaire de l'équipe de France de football avec Jean Snella (4 matches de sept. à nov.)
- 1976-1977 : Olympique de Marseille
- 1978-1982 : Lille OSC

## Palmarès
- Champion de France 1965, 1966, 1973 avec le FC Nantes
- Statistiques :
  - Division 2 : 1960-1963/1977-1978, soit 4 saisons : 142 matchs (77 vict. 38 déf. 27 nuls)
  - Division 1 : 1963-1977/1978-1982, soit 18 saisons : 654 matchs (275 vict. 196 déf. 183 nuls)

## Littérature
- Paul Hurseau/Jacques Verhaeghe : Les immortels du football nordiste. Alan Sutton, Saint-Cyr-sur-Loire 2003  (ISBN 2-84253-867-6)
- L'Équipe : FC Nantes Atlantique. Un club à la Une. L'Équipe, Issy-les-Moulineaux 2005
- Le Chant des Canaris, Bernard Verret, 1995
- José Arribas, le jeu ou la mort. Biographie de 360 pages signée Bernard Verret, juillet 2020.
- José Arribas La fabuleuse histoire du jeu à la nantaise, André Jaunay, éd. du Borrégo, 2021[3]